# Lucas Bridges
Stephen Lucas Bridges (Esteban) (* 31. Dezember 1874 in Ushuaia, Argentinien; † 4. April 1949 in Buenos Aires, Argentinien) war argentinischer Schriftsteller, Ethnograph und Farmer, bekannt durch sein Buch Uttermost part of the earth. 

## Leben
Lucas Bridges war das drittgeborene Kind des englisch-argentinischen Missionars, Sprachforschers und Großgrundbesitzers Thomas Bridges. Auf der Farm seines Vaters, der Estancia Haberton aufwachsend, kam er in engen Kontakt mit einer Gruppe der Haush, die sich auf ihrer Flucht vor den Kolonialisten und den befeindeten Indianerstämmen der Selk´nam auf das Farmgebiet zurückgezogen hatten. Lucas Bridges begegnete den Selk´nam selbst erst 1894, begleitete sie auf ihren Jagdzügen, lernte ihre Sprache und studierte ihre Lebensweise. Als der Druck auf ihre Jagdgebiete durch die sich immer mehr ausbreitenden Schaffarmen der weißen Siedler stieg und sie zunehmend der Verfolgung ausgesetzt waren, erwarb Lucas Bridges Land an der Atlantikküste von Feuerland und gründete dort die Estancia Viamonte, wo er den schutzsuchenden Indianern Unterkunft und Arbeit gewährte.
Lucas Bridges setzte sich vergeblich für die Wahrung der Autorenrechte am Wörterbuch der Sprache der Yámana ein, das sein 1898 verstorbener Vater dem Polarforscher Frederick Cook überlassen hatte, der es unter falschem Namen veröffentlichte. 
1914 trat er in die Royal Field Artillerie ein, nahm an der Flandernschlacht teil und erwarb 1920 von der British South Africa Company Farmland in Südafrika. Nach finanziellen Misserfolgen kam er nach Patagonien, diesmal nach Aysén am Rio Baker, wo ihm unter widrigsten Bedingungen der Aufbau der Estancia Chacabuco gelang. Nach mehreren Herzinfarkten kehrte Lucas Bridges nach Buenos Aires zurück, wo er seine Arbeit an der Autobiographie „Uttermost part of the earth“ 1948 beendete. In dieser verarbeitete er nicht nur autobiographische Elemente, sondern setzte sich auch ausführlich mit dem Genozid an den Völkern der Yámana und Selknam sowie den gesellschaftspolitischen Folgen der Kolonisation der Region auseinander. 
Lucas Bridges verstarb am 4. April 1949 in Buenos Aires und ist dort am Chacarita Friedhof in Recoleta begraben. Sein Verdienst liegt im Bemühen um das Verständnis und dem Zeugnis von der Lebenssituation der indigenen Völker Feuerlands, die einst über 10.000 Personen umfassten, jedoch durch die Folgen der Kolonisation Feuerlands (Verfolgung durch eingewanderte Siedler, eingeschleppte Krankheiten, Entzug der Existenzgrundlage) bis zur Mitte des vorigen Jahrhunderts auf einige wenige Personen schrumpften. 
Sowohl die Estancia Haberton als auch die Estancia Viamonte werden auch heute noch von  direkten Nachkommen von Lucas Bridges verwaltet. Beide Besitze verbindet der sogenannte Senda Lucas Bridges, auf dem einst Schafe zwischen dem Beagle-Kanal und der Atlantikküste Feuerlands verbracht wurden. Er wird heute vor allem für touristische Zwecke (Trekking) genutzt.

## Werke
- Stephen L. Bridges: Uttermost of tierra del fuego and their Fuegians. Rookery Press, New York 2007, ISBN 978-1-5856-7956-0 (Nachdr. d. Ausg. New York 1949).